# Gäckande skuggan tar hem spelet
Gäckande skuggan tar hem spelet är en amerikansk film från 1945 i regi av Richard Thorpe. Detta var den femte "Gäckande skuggan"-filmen efter Dashiell Hammetts romanfigurer. Det var också den första i serien som inte regisserades av W.S. Van Dyke.

## Handling
Nick och Nora gör ett besök hemma hos Nicks föräldrar i New England. Nicks far har aldrig varit särskilt imponerad över sin sons yrkesval. De snubblar in i en mordhistoria som verkar involvera en speciell tavla.

## Rollista
- William Powell – Nick
- Myrna Loy – Nora
- Lucile Watson – Martha Charles
- Gloria DeHaven – Laura Belle Ronson
- Anne Revere – Mary
- Helen Vinson – Helena Draque
- Harry Davenport – Dr. Bertram Charles
- Leon Ames – Edgar Draque
- Donald Meek – Willie Crump
- Edward Brophy – Brogan
- Lloyd Corrigan – Bruce Clayworth
- Skippy – Asta